# Moyenneville (Oise)
Pour les articles homonymes, voir Moyenneville.
Moyenneville est une commune française située dans le département de l'Oise, en région Hauts-de-France. Ses habitants sont appelés les Moyennevillois et les Moyennevilloises.

## Géographie

### Localisation

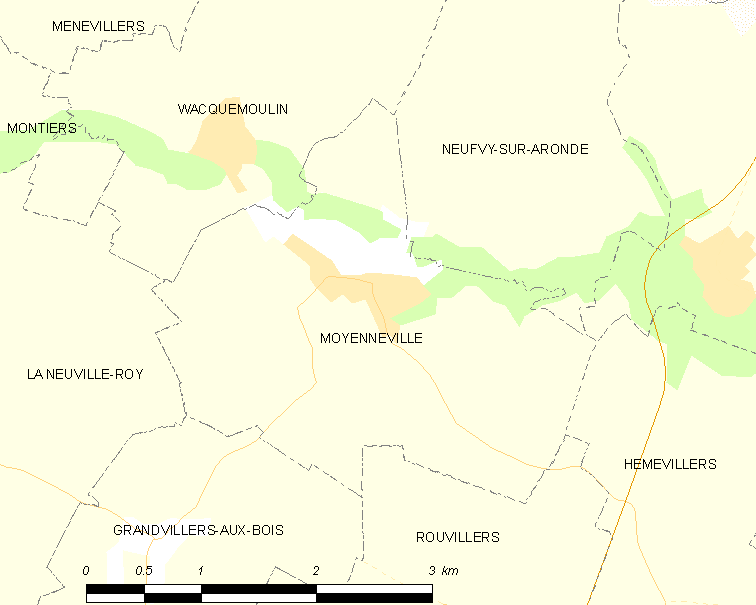
Communes limitrophes de Moyenneville.

Moyenneville est une commune située à 73 km au nord de Paris, 41 km à l'est de Beauvais, 16 km à l'ouest de Compiègne et à 51 km au sud d'Amiens.
| Wacquemoulin          |              | Neufvy-sur-Aronde  |
| La Neuville-Roy       | Moyenneville | Gournay-sur-Aronde |
| Grandvillers-aux-Bois | Rouvillers   | Hémévillers        |

### Topographie et géologie
Moyenneville est une commune située aux confins du plateau Picard et de la plaine d'Estrées-Saint-Denis au sud. Le territoire, établi principalement sur le versant méridional de la vallée de l'Aronde, est entaillé de plusieurs vallons tel les vallées de Beaupuits et des Cordeliers au sud. Son point le plus élevé culmine à 100 mètres d'altitude à l'ouest tandis que le point le plus bas se situe au débouché de l'Aronde sur la commune de Neufvy à 55 mètres. L'église se situe à 67 mètres, le cimetière à 80 mètres et le moulin à eau à 59 mètres au-dessus du niveau de la mer. La commune se trouve en zone de sismicité 1, c'est-à-dire faiblement exposée aux risques de tremblement de terre. La présence de caves a occasionné quelques effondrements de terrains.

### Hydrographie

#### Réseau hydrographique
La commune est située dans le bassin Seine-Normandie. Elle est drainée par l'Aronde et le fossé du Grand Marais,,.
L'Aronde, d'une longueur de 26 km, prend sa source dans la commune de Montiers et se jette  dans l'Oise (rive gauche) à Clairoix, après avoir traversé 13 communes. on lit forme une zone marécageuse parcourue de fossés et cressonnières. Un cours d'eau temporaire s'écoule depuis la vallée de Beaupuits et rejoint ce marais. Le territoire dispose également d'un château d'eau et de plusieurs stations de pompage des eaux. Le village conserve une mare sur la place principale et un moulin à eau subsiste toujours sur l'Aronde. Les zones plus basses du terroir sont situées au-dessus de nappes phréatiques sous-affleurantes.

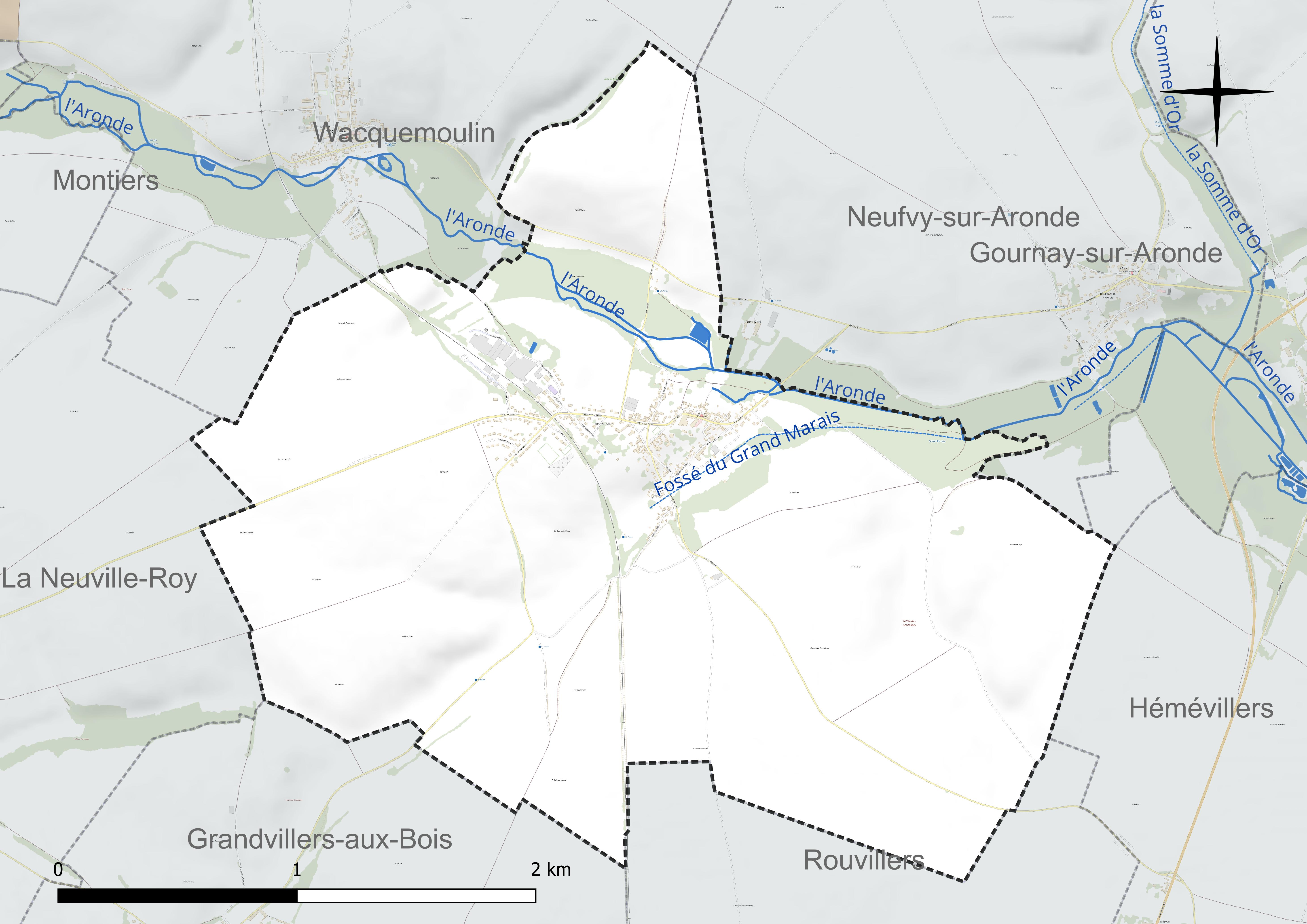
Réseau hydrographique de Moyenneville.

#### Gestion et qualité des eaux
Le territoire communal est couvert par le schéma d'aménagement et de gestion des eaux (SAGE) « Sensée ». Ce document de planification concerne un territoire de 789 km2 de superficie, délimité par trois bassins versants en totalité ou en partie (Aisne, Oise et Aronde). Le périmètre a été arrêté le 16 octobre 2001 et le SAGE proprement dit a été approuvé le 8 juin 2009, puis révisé le 27 novembre 2019. La structure porteuse de l'élaboration et de la mise en œuvre est le syndicat mixte Oise-Aronde. 
La qualité des cours d'eau peut être consultée sur un site dédié géré par les agences de l'eau et l'Agence française pour la biodiversité. 

### Climat
Pour des articles plus généraux, voir Climat des Hauts-de-France et Climat de l'Oise.
En 2010, le climat de la commune est de type climat océanique dégradé des plaines du Centre et du Nord, selon une étude du CNRS s'appuyant sur une série de données couvrant la période 1971-2000. En 2020, Météo-France publie une typologie des climats de la France métropolitaine dans laquelle la commune est exposée à un climat océanique et est dans la région climatique  Nord-est du bassin Parisien, caractérisée par un ensoleillement médiocre, une pluviométrie moyenne régulièrement répartie au cours de l'année et un hiver froid (3 °C). 
Pour la période 1971-2000, la température annuelle moyenne est de 10,4 °C, avec une amplitude thermique annuelle de 14,7 °C. Le cumul annuel moyen de précipitations est de 656 mm, avec 10,6 jours de précipitations en janvier et 8,1 jours en juillet. Pour la période 1991-2020, la température moyenne annuelle observée sur la station météorologique la plus proche, située sur la commune de Godenvillers à 13 km à vol d'oiseau, est de 11,1 °C et le cumul annuel moyen de précipitations est de 701,9 mm,. Pour l'avenir, les paramètres climatiques de la commune estimés pour 2050 selon différents scénarios d'émission de gaz à effet de serre sont consultables sur un site dédié publié par Météo-France en novembre 2022.

### Milieux naturels
Hormis les espaces bâtis couvrant 42 hectares pour 6 % de la surface communale, le territoire comprend 84 % d'espaces cultivés sur plus de 605 hectares  ainsi que 4 hectares de vergers et de prairies. Les espaces boisés situés dans le fond des vallées marécageuses totalisent 64 hectares soit 9 % de la superficie,.
La vallée de l'Aronde constitue une zone naturelle d'intérêt écologique, faunistique et floristique de type 1 intégrée au réseau de cours d'eau salmonicoles du plateau picard entre Beauvais et Compiègne. Cet espace naturel protégé forme un corridor écologique potentiel.

## Urbanisme

### Typologie
Au 1er janvier 2024, Moyenneville est catégorisée commune rurale à habitat dispersé, selon la nouvelle grille communale de densité à sept niveaux définie par l'Insee en 2022.
Elle est située hors unité urbaine. Par ailleurs la commune fait partie de l'aire d'attraction de Compiègne, dont elle est une commune de la couronne,. Cette aire, qui regroupe 101 communes, est catégorisée dans les aires de 50 000 à moins de 200 000 habitants,.

### Occupation des sols
L'occupation des sols de la commune, telle qu'elle ressort de la base de données européenne d'occupation biophysique des sols Corine Land Cover (CLC), est marquée par l'importance des territoires agricoles (86,6 % en 2018), en diminution par rapport à 1990 (88,4 %). La répartition détaillée en 2018 est la suivante : 
terres arables (86,6 %), zones urbanisées (6,8 %), forêts (6,5 %). L'évolution de l'occupation des sols de la commune et de ses infrastructures peut être observée sur les différentes représentations cartographiques du territoire : la carte de Cassini (XVIIIe siècle), la carte d'état-major (1820-1866) et les cartes ou photos aériennes de l'IGN pour la période actuelle (1950 à aujourd'hui).

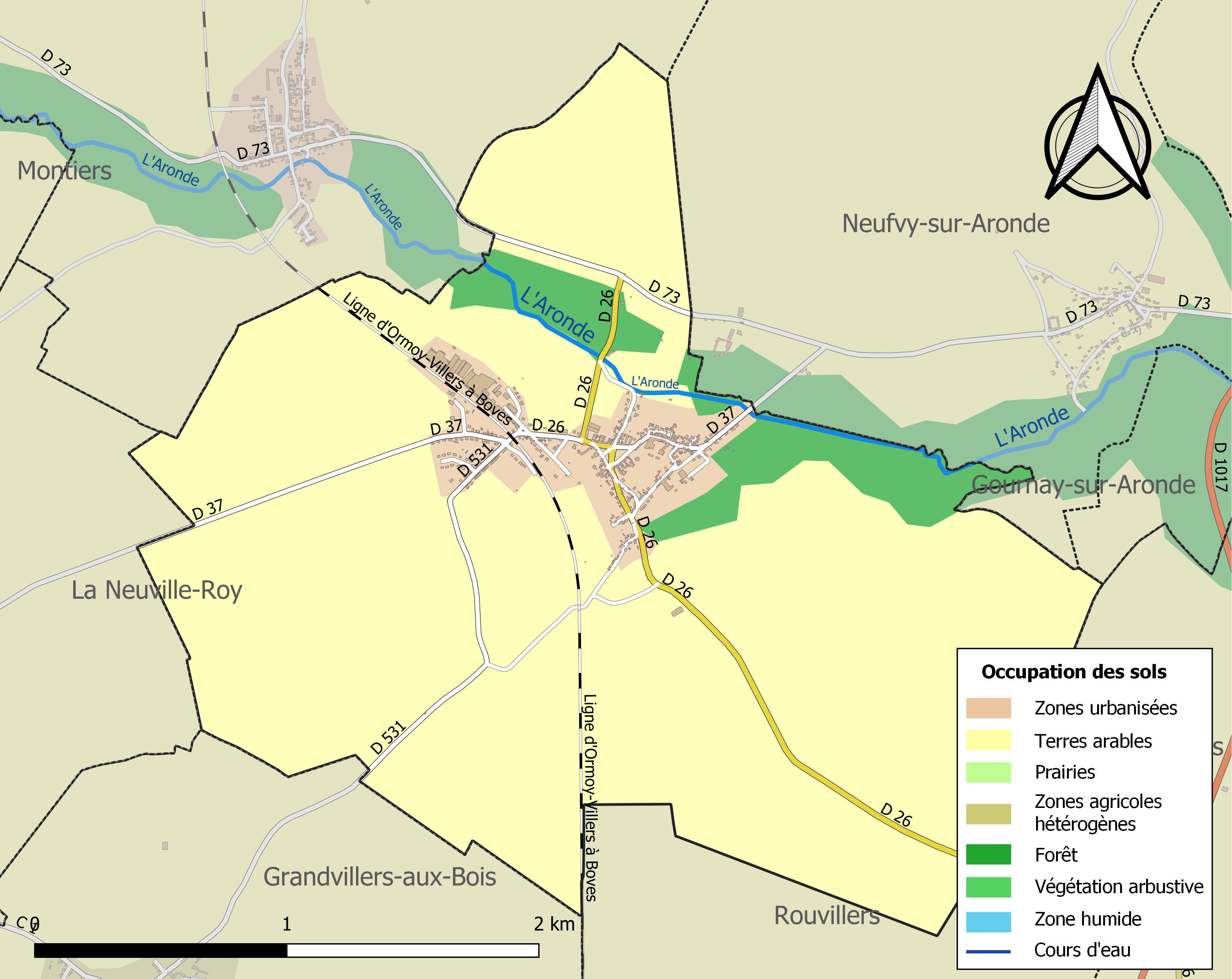
Carte des infrastructures et de l'occupation des sols de la commune en 2018 (CLC).

### Hameaux et lieux-dits
La totalité de l'espace bâti se situe dans le chef-lieu. Il n'existe aucun hameau ou lieu-dit habité.

### Voies de communications et transports

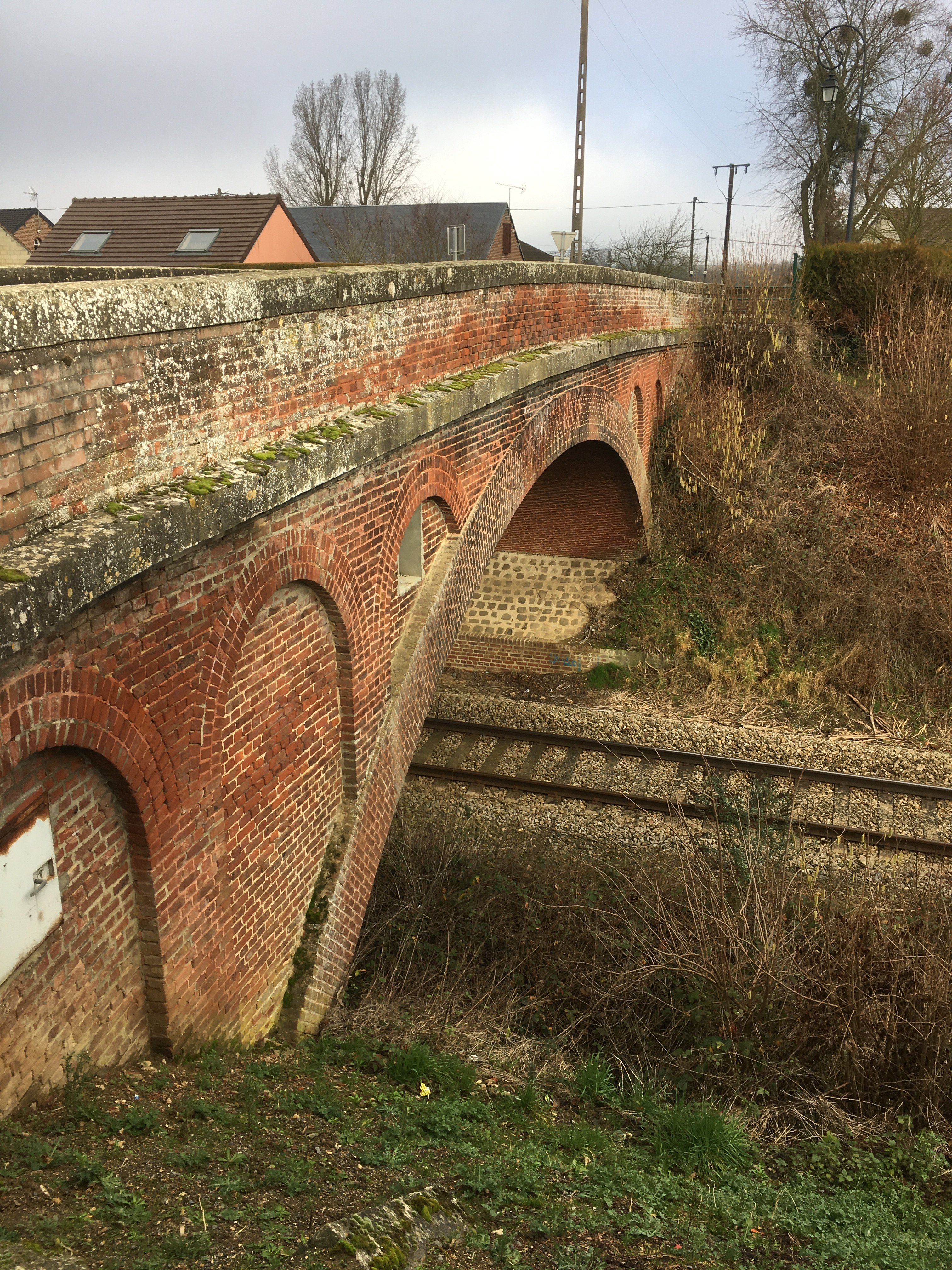
Pont SNCF à Moyenneville (Oise)

La commune est traversée par quatre routes départementales : la D 26, la D 37, la D 73 et la D 531. La route départementale 37, de Breuil-le-Sec à Gournay-sur-Aronde en forme l'axe majeur. Elle traverse le village par les rues de la Libération, Eugène-Boullanger et de Gournay, d'où l'on peut rejoindre la route départementale 1017, ancienne route des Flandres. La route départementale 26, débute depuis la D 73 au nord du village pour rejoindre Verberie, via Remy notamment. Elle passe au moulin à eau de l'Aronde puis par les rues du Jeu-de-Paume et des Cordeliers. La route départementale 73, de Maignelay-Montigny à Villers-sur-Coudun traverse  le territoire par la rive gauche de l'Aronde, sans traverser le village par Wacquemoulin. Enfin, la route départementale 531 se détache de la D 37 après le pont sur la ligne d'Amiens à Compiègne par la rue des 14-Mines-du-Roy en rejoignant Grandvillers-aux-Bois.
La ligne ferroviaire d'Amiens à Compiègne, officiellement d'Ormoy-Villers à Boves traverse la commune du nord au sud. De 1883 aux années 1980, le village disposait de sa propre gare, aujourd'hui transformée en habitation. Depuis, la desserte SNCF la plus proche est la halte de Wacquemoulin à 2 km à l'est sur la même ligne. La gare d'Estrées-Saint-Denis, davantage fréquentée, se situe à 7 km au sud-est.
La commune dispose de plusieurs dessertes de transports en commun. La commune est desservie, en 2023, par les lignes 663, 6301 et 6303 du réseau interurbain de l'Oise. La commune fait partie du réseau TADAM, service de transport collectif à la demande, mis en place à titre expérimental par la communauté de communes du Plateau Picard. Elle est reliée à l'un des huit points de destination situés à Saint-Just-en-Chaussée, Maignelay-Montigny, La Neuville-Roy et Tricot au départ des 98 points d'origine du territoire. Une navette de regroupement pédagogique intercommunal (ligne 6839) a été mise en place avec les communes de Gournay-sur-Aronde et Neufvy-sur-Aronde.
L'aéroport de Beauvais-Tillé se trouve à 38 km à l'ouest et l'aéroport de Paris-Charles-de-Gaulle se situe à 54 km au sud. Il n'existe pas de liaisons par transports en commun entre la commune et ces aéroports.

## Toponymie
Le nom de la localité est attesté sous les formes Mediolanus in pago Belvacensi (673) ; Mediolanas (890) ; Mediana villa (1070) ; Monachorum villa (1097) ; Wibertus major mediane ville (vers 1152) ; Wiberto majore de Moienville (1182) ; Medianvilla (1189) ; territorii Mediane ville (1190) ; Moienville (1190) ; Magnevilla (XIIe) ; Magni villa (1210) ; Magneville (1231) ; Media villa (1231) ; Moenevile (1238) ; Moiegneville (1251) ; Moregneville (1255) ; Moienneville (1303) ; apud Medianam villam (1304) ; Maienneville (1530) ; Moineville (vers 1560) ; Moienville (1631) ; Moigneville (1667) ; Mojenville (1720) ; Moyenville (1714) ; Moyenneville (1840).

## Politique et administration
| Période                                  | Période | Identité          | Étiquette | Qualité                        |
| ---------------------------------------- | ------- | ----------------- | --------- | ------------------------------ |
| Les données manquantes sont à compléter. |         |                   |           |                                |
| 1884                                     | 1924    | Eugène Boullenger |           |                                |
| 1924                                     | 1953    | Pierre Boullenger |           |                                |
| 1953                                     | 1983    | Paul Boullenger   |           |                                |
| 1983                                     | 1995    | Robert Guyard     |           |                                |
| 1995                                     | 2008    | Jean Bernard      | DVD       |                                |
| 2008                                     | 2014    | Didier Ledent     |           | Réélu pour le mandat 2014-2020 |

## Population et société

### Démographie

#### Évolution démographique
L'évolution du nombre d'habitants est connue à travers les recensements de la population effectués dans la commune depuis 1793. Pour les communes de moins de 10 000 habitants, une enquête de recensement portant sur toute la population est réalisée tous les cinq ans, les populations de référence des années intermédiaires étant quant à elles estimées par interpolation ou extrapolation. Pour la commune, le premier recensement exhaustif entrant dans le cadre du nouveau dispositif a été réalisé en 2005.

En 2022, la commune comptait 584 habitants, en évolution de −7,89 % par rapport à 2016 (Oise : +0,87 %, France hors Mayotte : +2,11 %).
| 1793 | 1800 | 1806 | 1821 | 1831 | 1836 | 1841 | 1846 | 1851 |
| ---- | ---- | ---- | ---- | ---- | ---- | ---- | ---- | ---- |
| 400  | 433  | 415  | 423  | 432  | 434  | 421  | 419  | 415  |

| 1856 | 1861 | 1866 | 1872 | 1876 | 1881 | 1886 | 1891 | 1896 |
| ---- | ---- | ---- | ---- | ---- | ---- | ---- | ---- | ---- |
| 386  | 390  | 374  | 375  | 366  | 397  | 408  | 401  | 398  |

| 1901 | 1906 | 1911 | 1921 | 1926 | 1931 | 1936 | 1946 | 1954 |
| ---- | ---- | ---- | ---- | ---- | ---- | ---- | ---- | ---- |
| 368  | 356  | 387  | 504  | 478  | 461  | 462  | 379  | 437  |

| 1962 | 1968 | 1975 | 1982 | 1990 | 1999 | 2005 | 2006 | 2010 |
| ---- | ---- | ---- | ---- | ---- | ---- | ---- | ---- | ---- |
| 463  | 463  | 457  | 429  | 504  | 526  | 565  | 567  | 606  |

| 2015 | 2020 | 2022 | - | - | - | - | - | - |
| ---- | ---- | ---- | - | - | - | - | - | - |
| 631  | 599  | 584  | - | - | - | - | - | - |

#### Pyramide des âges
La population de la commune est relativement jeune.
En 2018, le taux de personnes d'un âge inférieur à 30 ans s'élève à 36,8 %, soit en dessous de la moyenne départementale (37,3 %). À l'inverse, le taux de personnes d'âge supérieur à 60 ans est de 17,7 % la même année, alors qu'il est de 22,8 % au niveau départemental.
En 2018, la commune comptait 311 hommes pour 309 femmes, soit un taux de 50,16 % d'hommes, légèrement supérieur au taux départemental (48,89 %).
Les pyramides des âges de la commune et du département s'établissent comme suit.
| Hommes | Classe d’âge | Femmes |
| ------ | ------------ | ------ |
| 0,0    | 90 ou +      | 0,7    |
| 3,3    | 75-89 ans    | 3,3    |
| 12,7   | 60-74 ans    | 15,4   |
| 21,3   | 45-59 ans    | 20,1   |
| 25,7   | 30-44 ans    | 24,1   |
| 16,7   | 15-29 ans    | 13,0   |
| 20,3   | 0-14 ans     | 23,4   |

| Hommes | Classe d’âge | Femmes |
| ------ | ------------ | ------ |
| 0,5    | 90 ou +      | 1,4    |
| 5,5    | 75-89 ans    | 7,6    |
| 15,6   | 60-74 ans    | 16,3   |
| 20,8   | 45-59 ans    | 20     |
| 19,4   | 30-44 ans    | 19,4   |
| 17,6   | 15-29 ans    | 16,2   |
| 20,6   | 0-14 ans     | 19,1   |

## Lieux et monuments
- Église Saint-Martin et Sainte-Geneviève : elle abrite une statue (XVIe siècle) et une tribune (XVIe et XVIIIe) classées monuments historiques[34].
- Chapelle, dans le cimetière.
- Moulin à eau sur l'Aronde.

## Économie
Moyenneville est dotée de plusieurs entreprises de différents secteurs : des agriculteurs, une entreprise de travaux agricoles, des cressonnières, une épicerie, une entreprise de travaux publics...

## Vie associative
Il y existe une activité associative : sport, culture...

## Jumelages
Jumelages: 
- Willingham by Stow (Royaume-Uni)
- Postrelmov (Tchéquie)

## Personnalités liées à la commune

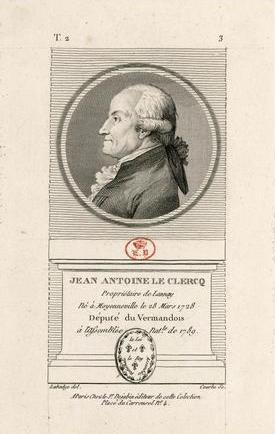
Jean Antoine Leclerc de Lannoy.

- Jean Antoine Leclercq « de Lannoy », né à Moyenneville (Vermandois) le 28 mars 1728, mort à Nesle (Somme) le 19 juillet 1812[36], était « laboureur, propriétaire de la seigneurie de Lannoy[37], y demeurant, bailliage de Chauny ». Avant la Révolution, il était Commissaire des guerres. Il fut élu, le 23 mars 1789, député du tiers état aux États généraux par le bailliage de Vermandois. Il opina silencieusement avec la majorité de l'Assemblée[38]. Après la dissolution de la Constituante il se retire à Ercheu et à Nesle et n'a plus de vie publique[39].